# Smědá
Smědá (phát âm tiếng Séc: [ˈsmɲɛdaː], tiếng Đức: Wittig, tiếng Ba Lan: Witka) là một dòng sông của Cộng hòa Séc và Ba Lan. Nó là một nhánh phải của sông Neisse với chiều dài 51,9 km (5,9 km trong lãnh thổ Ba Lan) và diện tích lưu vực 331 km² (60 km² ở Ba Lan).
Dòng sông chảy ra từ ba con suối trong dãy núi Jizera: Bílá Smědá, Černá Smědá và Hnědá Smědá, ở Cộng hòa Séc. Chính những chỗ được coi là nơi Bílá Smědá nổi lên từ các mỏ than bùn giữa núi Smědavská và Jizera. Từ làng Ostróżno đến cửa suối Boreczek, nó là một con sông biên giới, chảy qua hồ Niedów (hồ Witka) và thoát ra sông Neisse bên cạnh cung điện ở làng Radomierzyce.
Phần cuối cùng của dòng sông nằm trong lãnh thỏ của Cộng hòa Séc tạo ra một khu bảo tồn thiên nhiên Smědé Meanders (Witka Meanders) để bảo vệ cảnh quan tự nhiên của thung lũng sông, thảm thực vật phong phú và rừng ngập nước quanh co.
Ở Ba Lan, cái tên Witka được chính thức giới thiệu vào năm 1951, thay thế cho tên tiếng Đức Wittig.

## Phụ lưu
| Right - Šindelový potok - Hájený potok - Libverdský potok - Pekelský potok - Lomnice - Řasnice - Bulovský potok - Kočičí potok | Left - Bílý potok - Černý potok - Velký a Malý Štolpich - Holubí potok - Andělský potok - Minkovický potok - Višňovský potok - Boreček (Boreczek) |